# Cigola (fiume)
Il fiume Cigola (croato: Čikola) è un corso d'acqua di 47,8 km di lunghezza, situato in Dalmazia, nel Sud della Croazia.

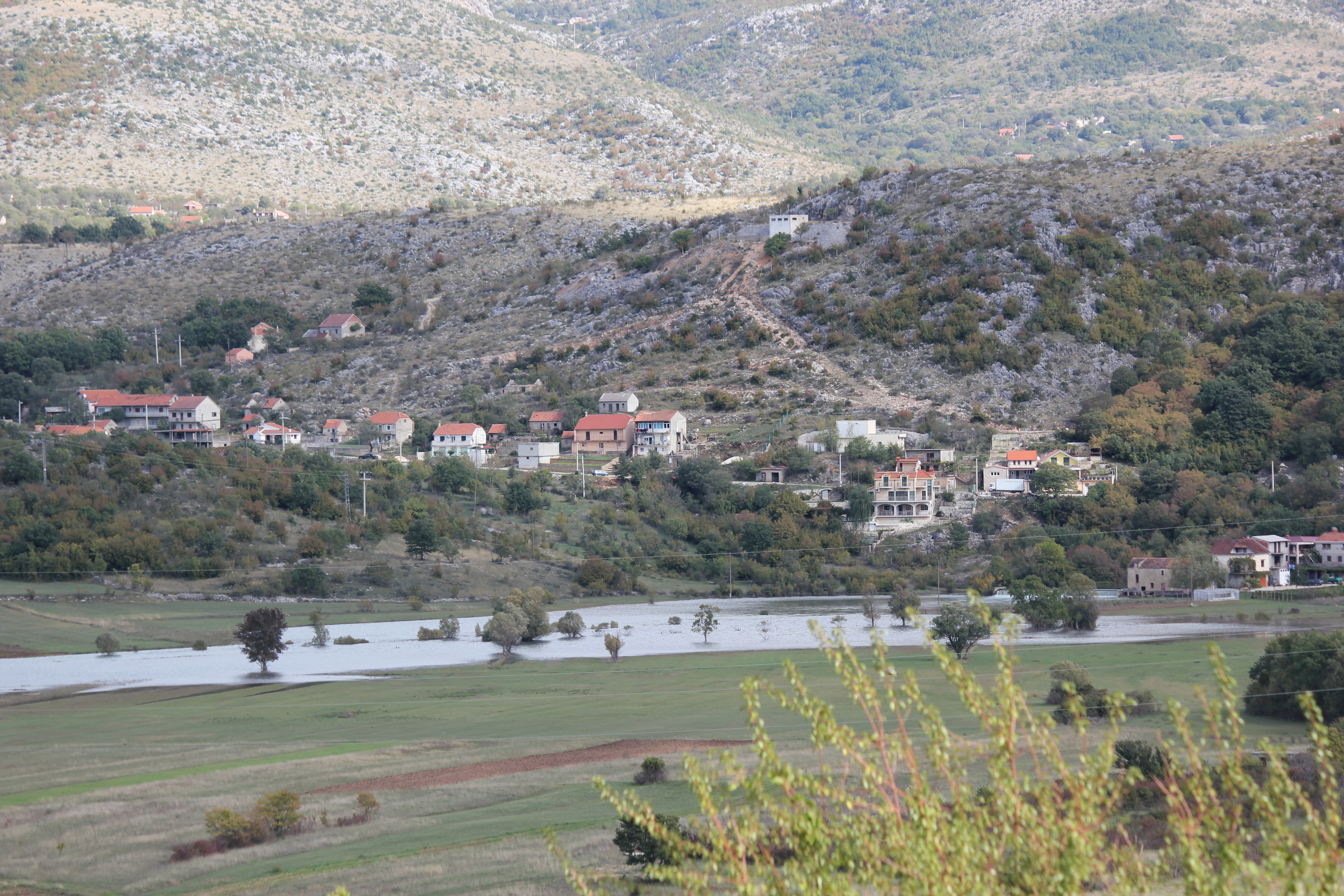
Le sorgenti del Cigola

## Descrizione
Il fiume Cigola nasce nella piana di Mirlovic polje ai piedi del monte Svilaja, a nord del villaggio di Čavoglave; attraversa poi il polje di Petrovo in direzione nord-ovest fino alla città di Dernis. Qui gira a ovest e taglia degli strati cretacico terziari ripidamente eretti a formare un profondo canyon lungo 14 km, con pareti scoscese che in alcuni punti raggiungono 170 m di altezza.

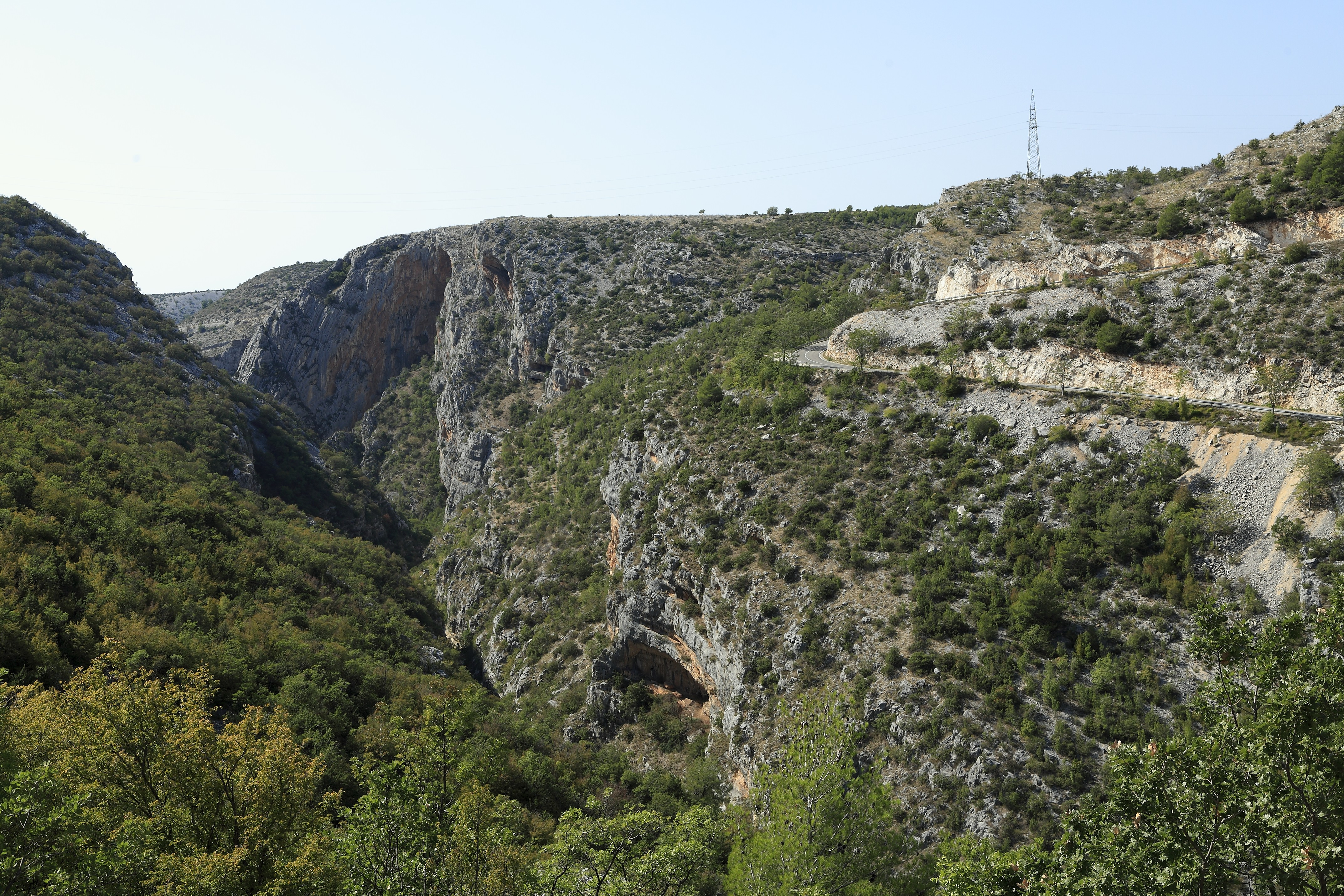
Il canyon in cui scorre il fiume

Sei chilometri dopo la fine della gola, il fiume sfocia nel Cherca, là dove esso si allarga a formare il lago Visovačko, poco prima della cascate di Scardona (Skradinski Buk in croato).
Grazie alla diversità di flora e fauna e al ricco patrimonio storico, il canyon del Cigola ha ottenuto lo status di area protetta nel 1965. Oltre alla sua bellezza naturale, il canyon di Cigola è noto per la sua zipline, lunga 1,4 km con le due estremità poste rispettivamente a 30 e a 120 metri sul livello del mare.
L'area intorno alla sorgente del fiume Cigola è fortemente influenzata dal clima continentale. La temperatura media minima dell'aria presso l'estuario del fiume è di circa 7,7 °C, mentre la temperatura media massima dell'aria in estate è di circa 23,7 °C. Intorno alla sorgente, la temperatura media minima dell'aria è di circa 5,6 °C, mentre la temperatura media massima dell'aria più in estate è di circa 22,1 °C.

### Animali selvatici

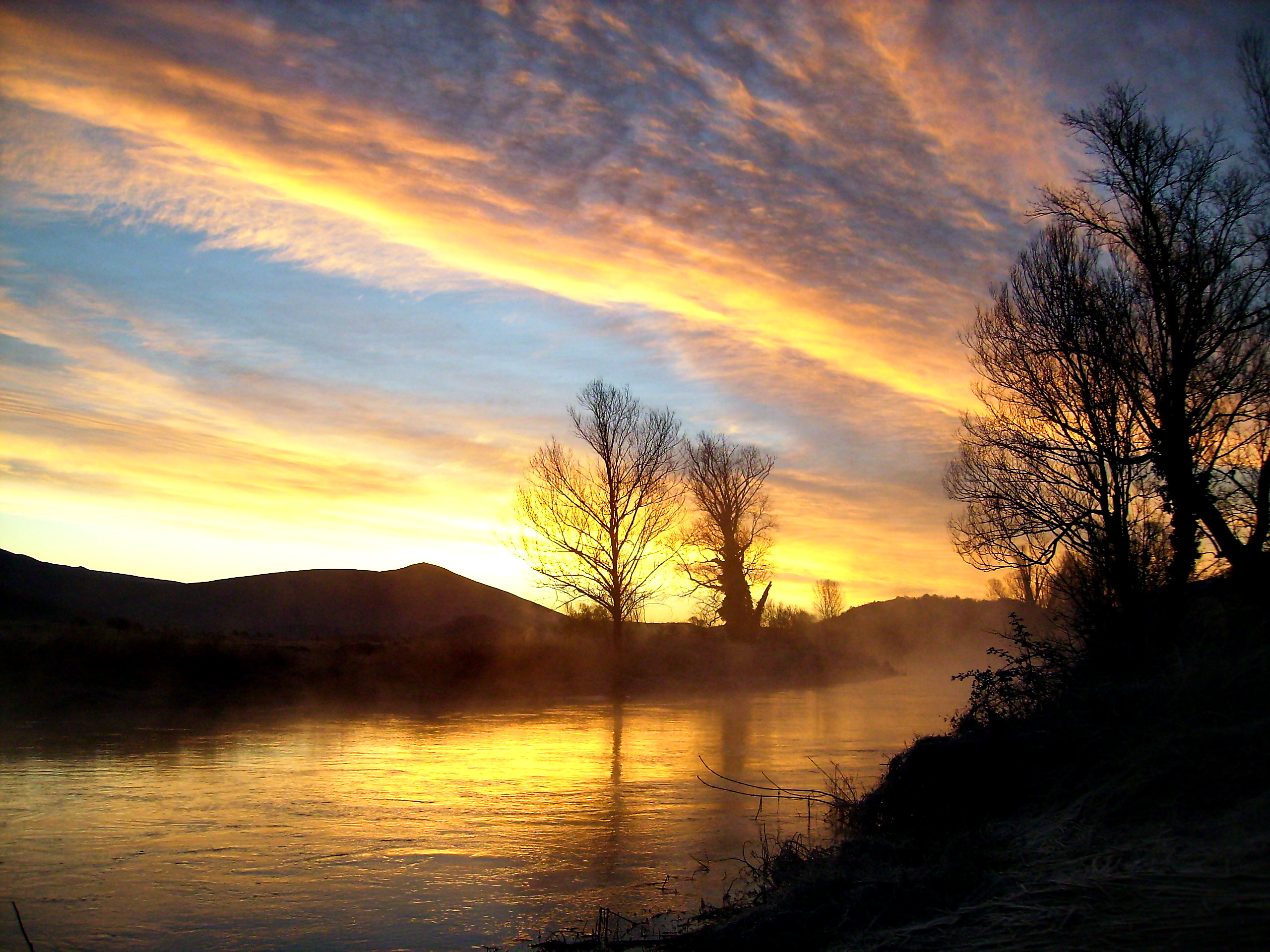
Il fiume durante l'inverno

Nel Cigola è largamente diffusa la gambusia (Gambusia affinis), una specie alloctona di pesce originaria del delta del Mississippi, inserita nella lista delle cento specie invasive più dannose.

### Specie endemiche
Nel Cigola vivono due specie endemiche: il Telestes turski e il Phoxinellus dalmaticus. Durante la stagione secca, si ritirano nelle acque sotterranee, soprattutto alla sorgente del Cigola.